# Bennarella bicoloripennis
Bennarella bicoloripennis är en insektsart som beskrevs av Frederick Arthur Godfrey Muir 1930. Bennarella bicoloripennis ingår i släktet Bennarella och familjen kilstritar.
Artens utbredningsområde är Guyana. Inga underarter finns listade i Catalogue of Life.